# يين آنا
يين آنا (بالصينية: 尹安娜) هي منافسة ألعاب القوى صينية، ولدت في 23 مارس 1992.

## وصلات خارجية
- يين آنا على موقع الاتحاد الدولي لألعاب القوى (الإنجليزية)
- يين آنا على موقع أوليمبيديا (الإنجليزية)
- يين آنا على موقع اللجنة الأولمبية الصينية (الإنجليزية)